# Sông Phum Duang
Sông Phum Duang (tiếng Thái: พุมดวง, cũng hiếm khi được gọi là sông Khirirat) là một con sông ở tỉnh Surat Thani, miền Nam Thái Lan, sông nhánh chính của sông Tapi.
Sông có cung cấp nước cho một lưu vực 6125 km² phía Tây Tapi, chủ yếu là sườn phía Đông của dãy núi Phuket. Sông này nhập vào cửa sông Tapi cách Surat Thani ở huyện Phunphin 15 km về phía Tây.